# Coppa Latina 1956 (hockey su pista)
La Coppa Latina 1956 è stata la 1ª edizione dell'omonima competizione europea di hockey su pista riservata alle squadre nazionali. Il torneo ha avuto luogo dal 15 al 17 novembre 1956.
La vittoria finale è andata alla nazionale dell'Italia che si è aggiudicata il torneo per la prima volta nella sua storia.

## Formula
La Coppa Latina 1956 vede la partecipazione delle nazionali della Francia, dell'Italia, del Portogallo e della Spagna. La manifestazione fu organizzata con un girone all'italiana, con gare di sola andata di 3 giornate: erano assegnati due punti per l'incontro vinto, un punto a testa per l'incontro pareggiato e zero la sconfitta. Al termine del torneo la squadra prima classificata venne proclamata vincitrice della coppa.

## Risultati
| Squadra    | Pt | G | V | N | P | GF | GS | DG |
| ---------- | -- | - | - | - | - | -- | -- | -- |
| Italia     | 5  | 3 | 2 | 1 | 0 | 8  | 6  | +2 |
| Portogallo | 4  | 3 | 1 | 2 | 0 | 10 | 6  | +4 |
| Spagna     | 3  | 3 | 1 | 1 | 1 | 6  | 6  | 0  |
| Francia    | 0  | 3 | 0 | 0 | 3 | 5  | 11 | -6 |

| Parigi 15 novembre 1956 | Francia | 1 – 2 | Spagna |  |

| Parigi 15 novembre 1956 | Italia | 2 – 2 | Portogallo |  |

| Parigi 16 novembre 1956 | Italia | 4 – 3 | Spagna |  |

| Parigi 16 novembre 1956 | Francia | 3 – 7 | Portogallo |  |

| Parigi 17 novembre 1956 | Portogallo | 1 – 1 | Spagna |  |

| Parigi 17 novembre 1956 | Francia | 1 – 2 | Italia |  |